# 戰神突里薩斯樂團

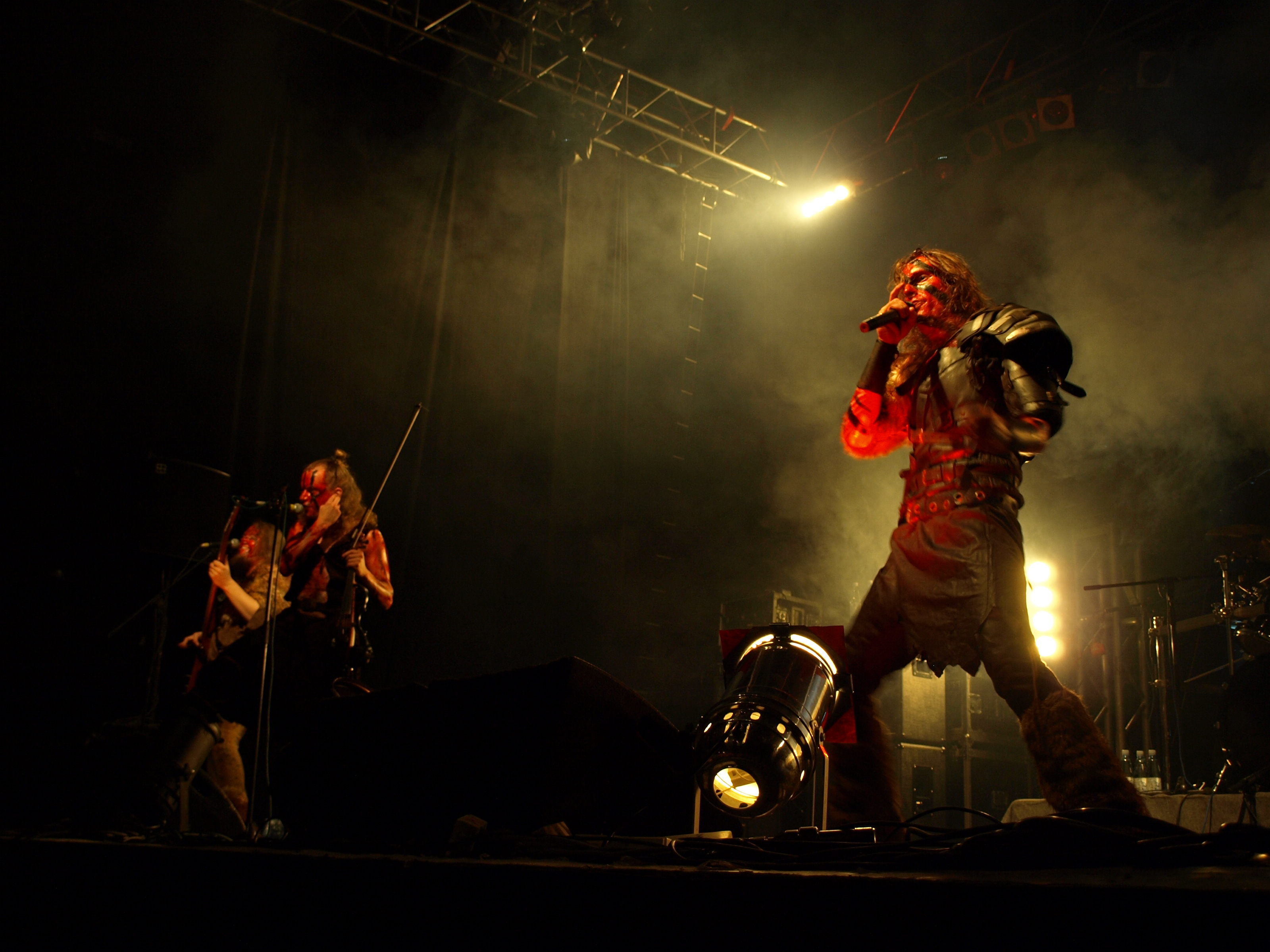
乐团在2008年时的演出

戰神突里薩斯樂團（Turisas）是一個芬蘭民謠金屬樂團，成立於1997年，由Mathias Nygård及Jussi Wickström所組，團名取自於芬蘭神話裡的戰神。
突里薩斯樂團的樂風走向為民謠金屬，以芬蘭民族音樂為主，並融合力量金屬及交響金屬等音樂元素。另外，主唱風格也帶有黑金屬唱腔色彩。在金屬樂風分類上，除了民謠金屬外，也有人把他們歸類為維京金屬。不過樂團本身以自己首張專輯名稱自居，標榜自己為戰鬥金屬(Battle Metal)。
突里薩斯樂團音樂最大的特色是融合了芬蘭民族音樂，並加入小提琴的演奏。樂團在上舞台表演前，會在臉上及手臂上塗上紅色及黑色的顏料。根據Mathias Nygård的說法，他們是用黑色的丙烯顏料以及電影用的紅色血漿。

## 樂團歷史
在2003年突里薩斯樂團跟Century Media唱片公司簽約，並於2004年發表首張專輯Battle Metal。之後他們跟德國樂團Die Apokalyptischen Reiter做歐洲巡迴演出，期間由不同的樂手支援小提琴及手風琴的舞台演出。2005年10月28日吉他手Georg Laakso發生了車禍，由於嚴重的脊髓傷害，在2006年他離開了樂團。而此時樂團必須繼續錄製第二張專輯The Varangian Way，由於樂團申明，將不會再找第二位吉他手，所以此張專輯的吉他部分皆由Jussi Wickström獨自完成。
第二張專輯The Varangian Way於2007年6月發行。此張專輯加入了小提琴手Olli Vänskä，貝斯手Hannes Horma，以及手風琴手Janne Mäkinen。他們之前都有幫助突里薩斯樂團巡迴演奏，此時則變成為正式團員。但原本的鍵盤手Antti Ventola在2007年2月離團，專輯中的鍵盤部分只好由Mathias Nygård完成。
此張專輯為概念專輯，描述瓦良格人經由東歐的河川到達君士坦丁堡的故事。專輯發行後，廣受好評。單曲To Holmgard and Beyond登上芬蘭單曲排行榜第13名，專輯排行榜則為17名。西班牙版的Rock Hard雜誌及比利時的Mindview雜誌皆視此張專輯為當月最佳專輯。除了此專輯外，樂團在同年夏天也翻唱了Boney M.的單曲Rasputin。
隨後樂團進行一連串的巡迴。在2008年一月樂團在荷蘭演出時，Janne Mäkinen無預警地離團，樂團只好臨時找來之前有幫過忙的17歲少女Netta Skog接替，以完成接下來的巡迴演出，而Netta Skog隨後則變成正式團員。在2008年，樂團參加過幾個大型音樂祭演出後，繼續不斷地巡迴演出，除了歐洲外，也到美國演出。而在2009年，樂團仍不斷地巡迴表演，並於該年夏天參加了德國的Wacken Open Air音樂祭，以及英國的Bloodstock Open Air音樂祭。在2009年底，樂團著手進行第三張專輯錄製。在2010年，樂團專行在錄製新專輯上，較少演出。但是他們仍做了簡短的澳洲及亞洲巡迴，包含了雪梨及墨爾本，還有參加上海的世界博覽會，以及日本的演出。
2011年二月底樂團發行了第三張專輯Stand Up and Fight。

## 現任樂團成員
- Mathias "Warlord" Nygård – 主唱 (自 1997)
- Jussi Wickström – 吉他手 (自 1997)
- Jukka-Pekka Miettinen – 貝斯手 (自 2011)
- Tuomas "Tude" Lehtonen – 鼓手 (自 1997)
- Olli Vänskä – 小提琴 (自 2007)
- Robert Engstrand – 鍵盤 (自 2011)

## 前任團員
- Janne Mäkinen – 手風琴 (2007–2008)
- Antti Ventola – 鍵盤 (1997–2007)
- Georg Laakso – 吉他手 (ex-Cadacross) (1999–2006)
- Ari Kärkkäinen – 吉他手 (1997–1999)
- Sami Aarnio – 貝斯手
- Tino Ahola – 貝斯手
- Mikko Törmikoski – 貝斯手 (until 2004)
- Hannes "Hanu" Horma – 貝斯手 (2007–2011)
- Netta Skog – 鍵盤 (2007–2011)

## 巡迴演出樂手
- Riku Ylitalo – 手風琴, 鍵盤
- Wincef Boncamper – 手風琴
- Antti Laurila – 手風琴

## 作品

### 專輯
- 2004: Battle Metal (Century Media)
- 2007: The Varangian Way (Century Media)
- 2011: Stand Up and Fight (Century Media)

### 單曲
- 2007: To Holmgard and Beyond (Century Media)
- 2007: Rasputin (Century Media)
- 2010: Supernaut (Century Media)

### 樣本唱片
- 1998: Taiston Tie
- 1999: Unnamed Promo
- 2001: The Heart of Turisas

### DVDs
- 2008: A Finnish Summer with Turisas

### Videos
- 2007: Rasputin
- 2008: Battle Metal
- 2011: Stand Up And Fight

## 外部連結
- 官網 （页面存档备份，存于）
- 官方MySpace （页面存档备份，存于）
- 官方Facebook （页面存档备份，存于）